# 妙法村正

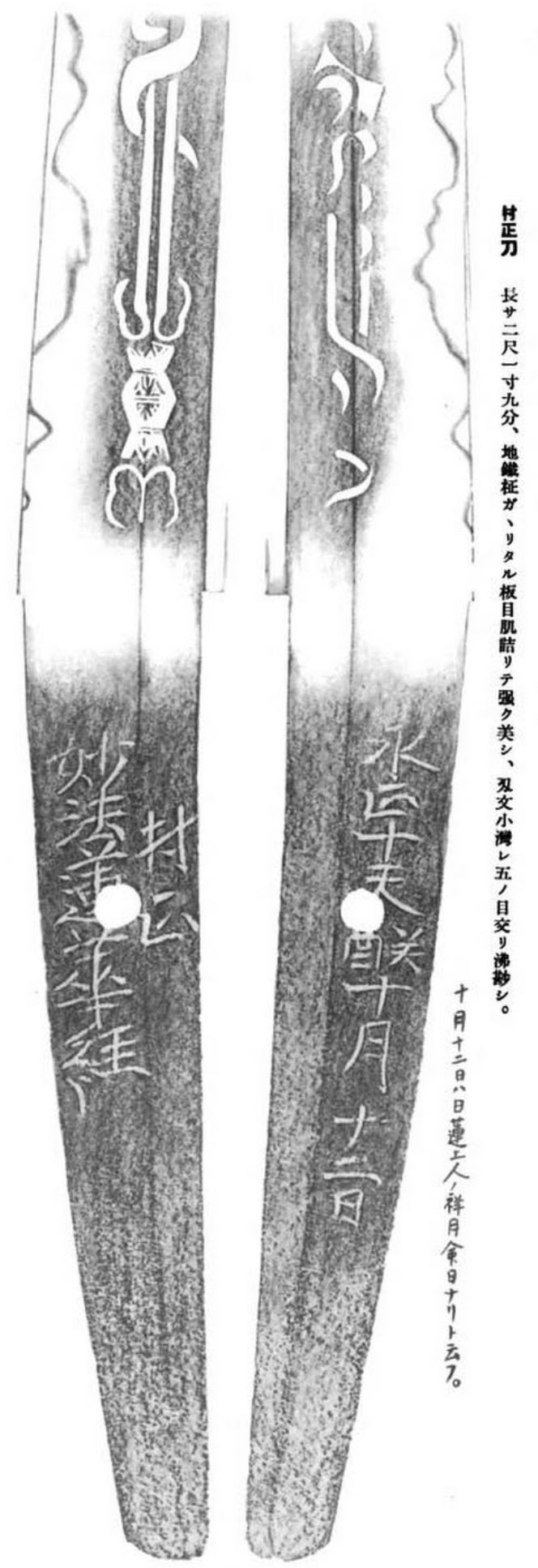
重要美術品「妙法村正」。 千子刃（村正刃）：刃文（刃の紋様）が表裏揃う（図ではおおよそ左右対称になっている）等、幾つかの村正に典型的な特徴が見て取れる。この図では「箱刃」は下の一つ目のみ見える。茎（なかご、柄に入る部分）のタナゴ腹は後の代の村正より度合いが弱い。

妙法村正（みょうほうむらまさ）は、戦国時代、伊勢国桑名（現在の三重県桑名市）の刀工・千子村正作の日本刀（打刀）。
佐賀藩初代藩主鍋島勝茂の愛刀。昭和17年（1942年）12月16日重要美術品認定。

## 概要

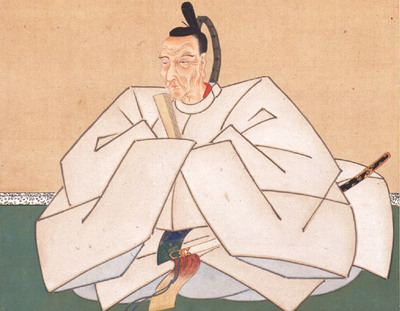
佐賀藩初代藩主鍋島勝茂肖像

刀〈銘　村正　妙法蓮華経／永正十天葵酉十月十三日（棟銘・銀象嵌銘　鍋信）〉、長さ66.4 cm、先反り1.5 cm、元幅2.8 cm、
鎬造り庵棟、鍛えは板目肌（木の板の模様）で地金麗し、
刃文は腰元に村正独特の箱刃（はこば、角張った長方形に近い山型）二つずつ、村正らしく表裏よく揃い、上部は中直刃（ちゅうすぐは、直線的で幅は普通程度）となり、小丸鋩子（こまるぼうし、焼入れが切先先端で返るが半径が小さい）。
刀身表に草（そう）の倶利伽羅剣、裏に略体の倶利伽羅剣の彫刻が彫られている。
村正は個人名ではなく数代存在するが、銘ぶりからは右衛門尉村正（文亀・永正頃（1501–1521年頃）に作刀した代の村正）の晩年の作と鑑定される。
村正唯一の重要美術品（旧法）であり、妙法村正（みょうほうむらまさ）と通称され、村正の作品中最も有名な一振りである。
村正刃（刃文を表と裏で揃える）や箱刃といった村正の代名詞的な特徴が現れているだけでなく、地金も美しい傑作。
また、倶利伽羅彫刻が見事で、村正の師と言われることもある山城伝（京都）の名工平安城長吉の作を彷彿とさせる。
村正によくある茎の「タナゴ腹」という特徴は、この世代の村正の作ではまだあまり顕著ではない。
「永正十天葵酉十月十三日」、つまり永正10年10月13日は、ユリウス暦1513年11月10日。
肥前国佐賀藩初代藩主鍋島勝茂の愛刀で、鍋島の「鍋」と、勝茂の官位信濃守の「信」をあわせた「鍋信」の字が刀の棟に銀象嵌で施されている。
奇妙なことに、勝茂もまた化け猫騒動という風評による被害を受けた人物である。
その後、妙法村正は勝茂から佐賀藩の支藩小城藩の初代藩主で勝茂の長男鍋島元茂とその家系に伝わっていた。
重美認定時（1942年12月16日）の所有者は鍋島直庸子爵、1963年の時点では東京都在住渡邊誠一郎蔵、後に個人蔵。

## 日蓮宗との関係

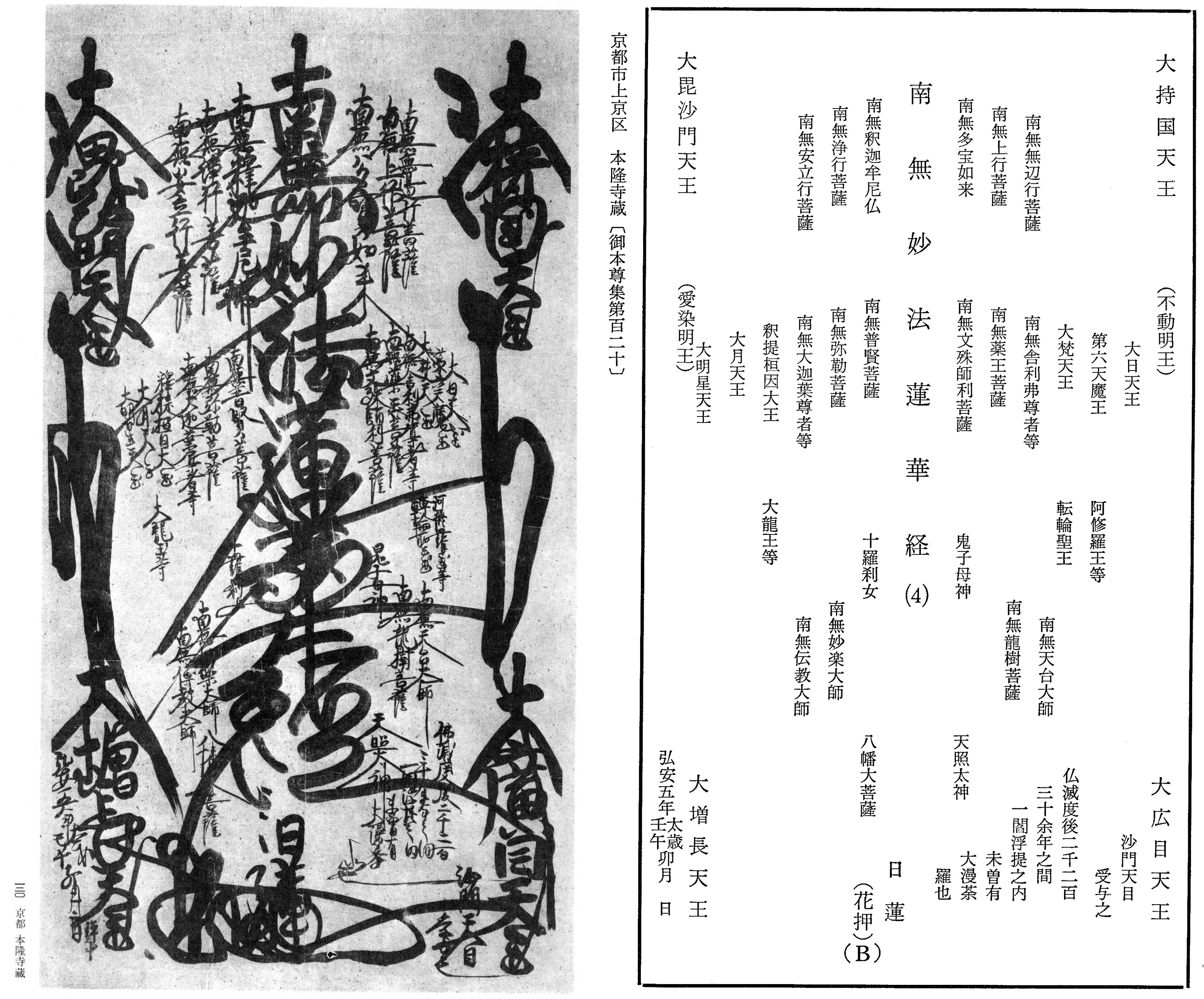
「妙法村正」の草の倶利伽羅剣彫刻、日蓮宗の曼荼羅、ともに不動明王は梵字「カーン」で表される。

表銘に日蓮宗の題目である「妙法蓮華経」が切られている。
日蓮の教えによれば、この五字に釈迦の智慧と能力が全て集約されているのだから、これを唱えるだけで成仏必然であると言われ、この代の村正は日蓮宗に帰依していたことを示すものである。
倶利伽羅剣とは、黒竜であるクリカラ竜王が巻き付いた灼熱の剣で、不動明王の智慧の利剣、つまりその鋭さでもって一切の煩悩を断ち切る降魔の剣の象徴。草（そう）の倶利伽羅剣は、竜王を精密に彫刻する代わりに不動明王の種子（シンボル）である梵字カーンで示したもので、日蓮宗の曼荼羅でカーンが描かれる（詳細は法華曼荼羅#日蓮宗の「大曼荼羅」）のと対応する。
また、10月13日という日付は、日蓮の忌日である弘安5年10月13日と同じになるように選ばれたと言われ、やはり日蓮宗への深い信仰心を表している。
『桑名市史』本編によれば、元々桑名には大泉寺という天台宗の寺があったが、永正6年（1509年）に（一説に文明年間（1469-1487年）に）、身延山久遠寺第12世法主の日意が京へ上洛する途上、桑名に滞留して布教を行い、信服した住持の実成は日意の弟子となり、日世と改名して、寺を日蓮宗顕本寺に改めたという。
ちょうど妙法村正作刀の4年前で、村正の日蓮帰依に時期が合う。
なお、その後数十年して、5世住職の日実の代から14世住職の日透（万治2年（1649）没）の代の間は、桑名の日蓮宗は一時期衰退し廃れていたと言われ、実際、後の代の村正は祇園信仰を示す「素盞鳥命」（素盞嗚命の異字）の彫がある短刀など日蓮宗とは係わりがない刀剣を製作している（村正#特殊な号や銘を持つ作）。

## 作者

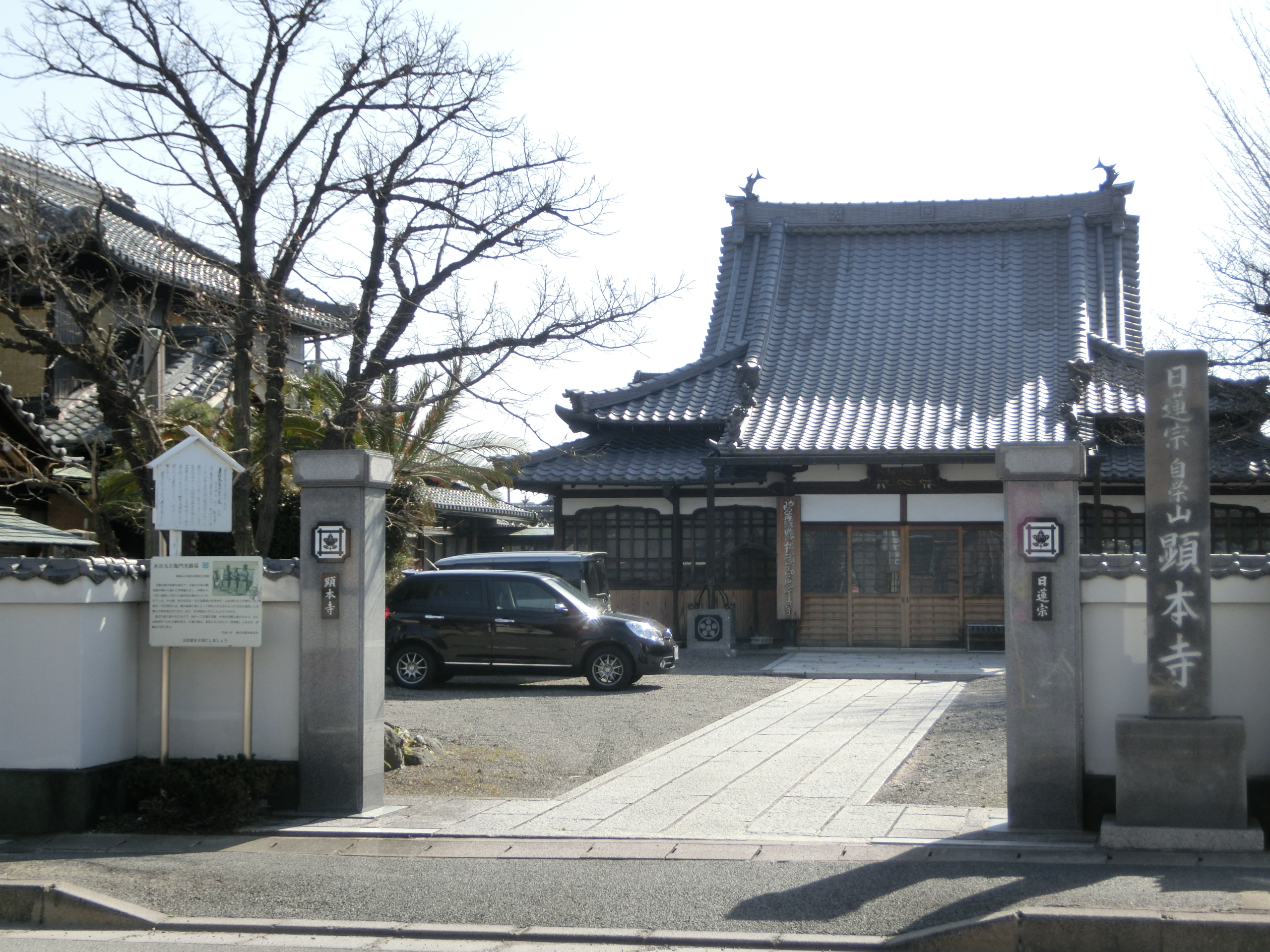
桑名市顕本寺。「妙法村正」作刀の4年前に日蓮宗に改宗した寺院。右衛門尉村正がこの寺院に帰依した可能性はある。

文亀元年（1501年）の年紀の銘がある村正（右衛門尉村正）の刀とは、「村正」の書体がかなり違うが、基本的には右衛門尉村正と同一人物の作とされる。
「村」字は、右衛門尉村正は横棒二本がほぼ並行だが、妙法村正の「村」は下の横棒が右上方向へ傾斜する。
「正」字は、さらに違いが激しく、右衛門尉村正は「正」の中の二点を繋げ、第四角と第五角の繋ぎ目があまり角張らない（直角よりやや狭め〜それより広い）のに、妙法村正は「正」の中の二点を切り離し、第四角と第五角がかなり角張る（直角よりかなり狭い）。
ところが、妙法村正の「永正十天」の「正」に着目すると、右衛門尉村正の「正」とほぼ同じである。
したがって、12年の間に少しづつ名前の書体を変えてきたものの、年号を切る時につい昔の手癖が出てしまったのだ、と解釈される。
倶利伽羅彫刻については、真偽不明だが、一説に村正本人ではなく、「草花の与三」という白銀師が彫ったもの、という伝説もある。
なお、美術上では右衛門尉村正を「初代村正」と呼称する場合が多いが、右衛門尉村正は、前記のように日蓮宗の敬虔な信徒である。
一方で、古伝では初代村正は「妙台」の法名を名乗った（日蓮宗の男性なら法号は「日」を頭に付ける場合が多い）とされ、また昭和9年（1934年）の伊勢新聞の記事での、明治30年（1897年）ごろまで天台宗仏眼院に「隠音妙台」の墓があったとする証言とはやや合致しない（もっとも古伝がただの伝承に過ぎない可能性は大いにある）。福永酔剣は、北勢（三重県北部）史の重要氏族伊勢楠木氏の系図との整合性から、右衛門尉村正は、初代村正（隠音妙台村正）ではなく三代村正だろう、としている。